# Place de la Constitution (Kiev)
Pour les articles homonymes, voir Place de la Constitution.
La place de la Constitution (en ukrainien : Площа Конституції) est une place piétonnière située dans le quartier de Petchersk, à Kiev, en Ukraine.
Sur son côté nord-ouest se trouve un ensemble de deux bâtiments gouvernementaux composé du bâtiment de la Rada et du palais Mariinsky, tandis que sur son côté sud-est se trouve le parc Mariinskyi.
Historiquement, la place a eu les noms de place d'Octobre (à partir des années 1930), place de la Rada à partir de la (Seconde Guerre mondiale), place soviétique (à partir de 1977) afin son nom actuel à partir de 2012.

## Galerie d'images

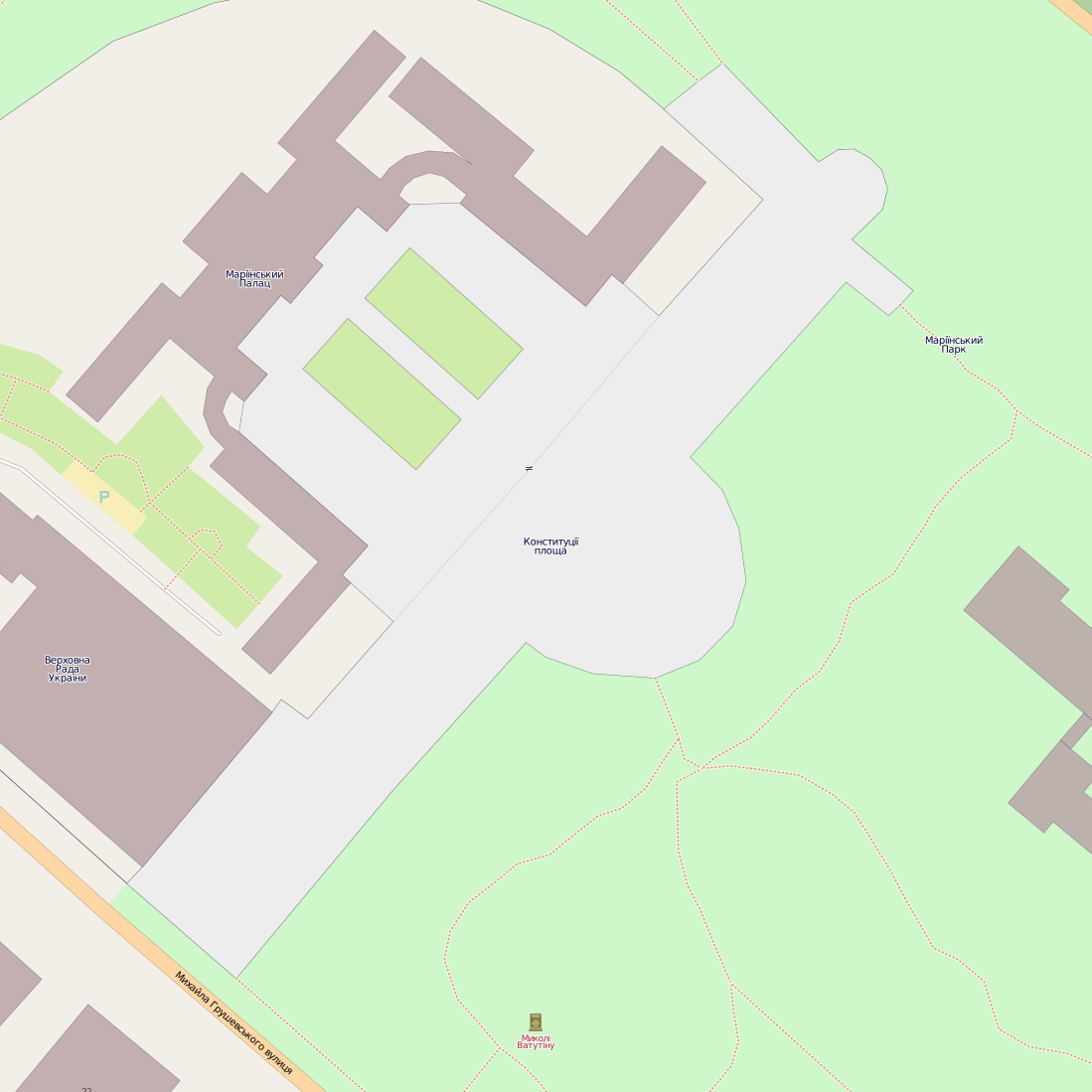
Plan de la place.
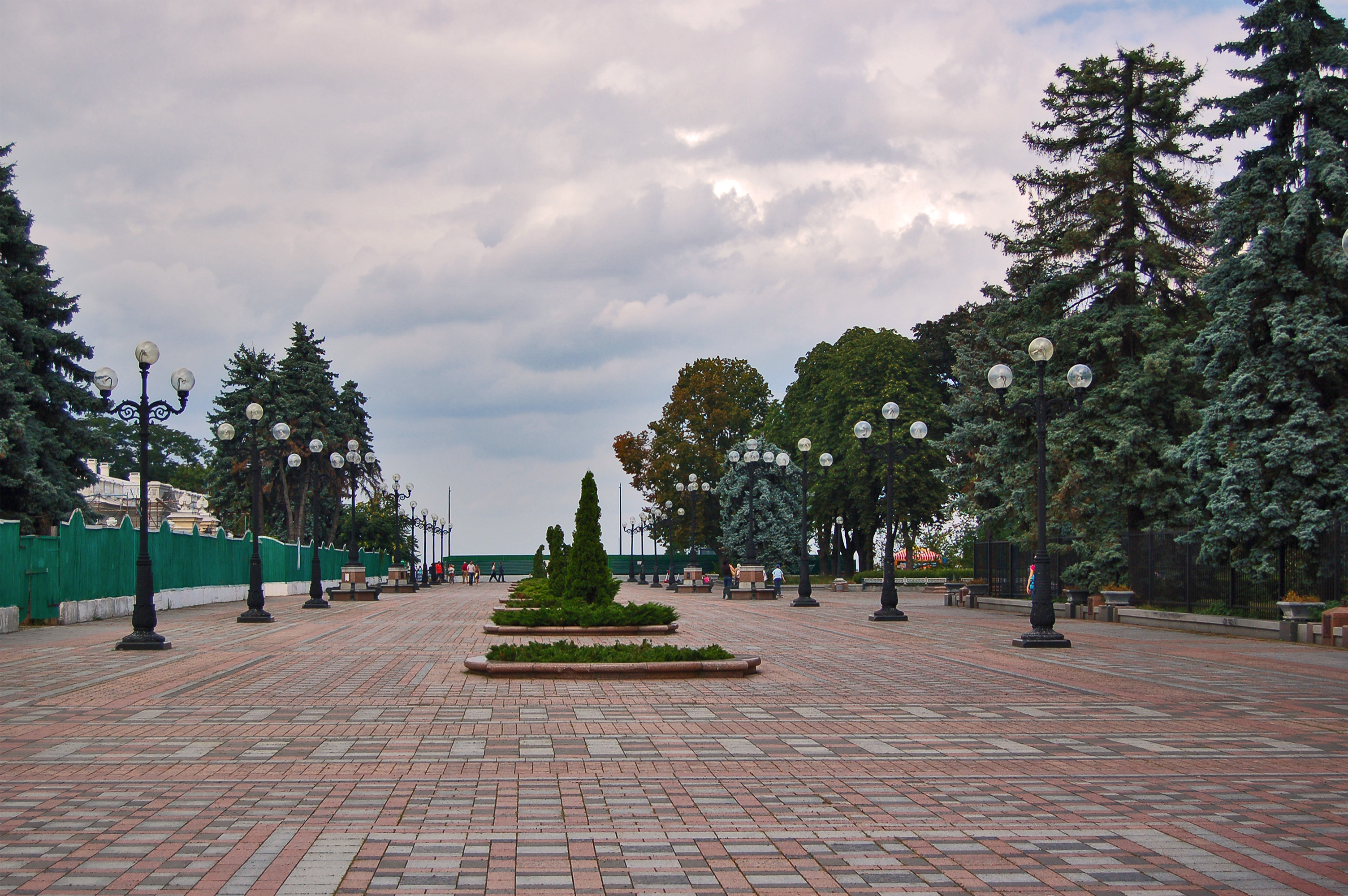
Point de vue 1
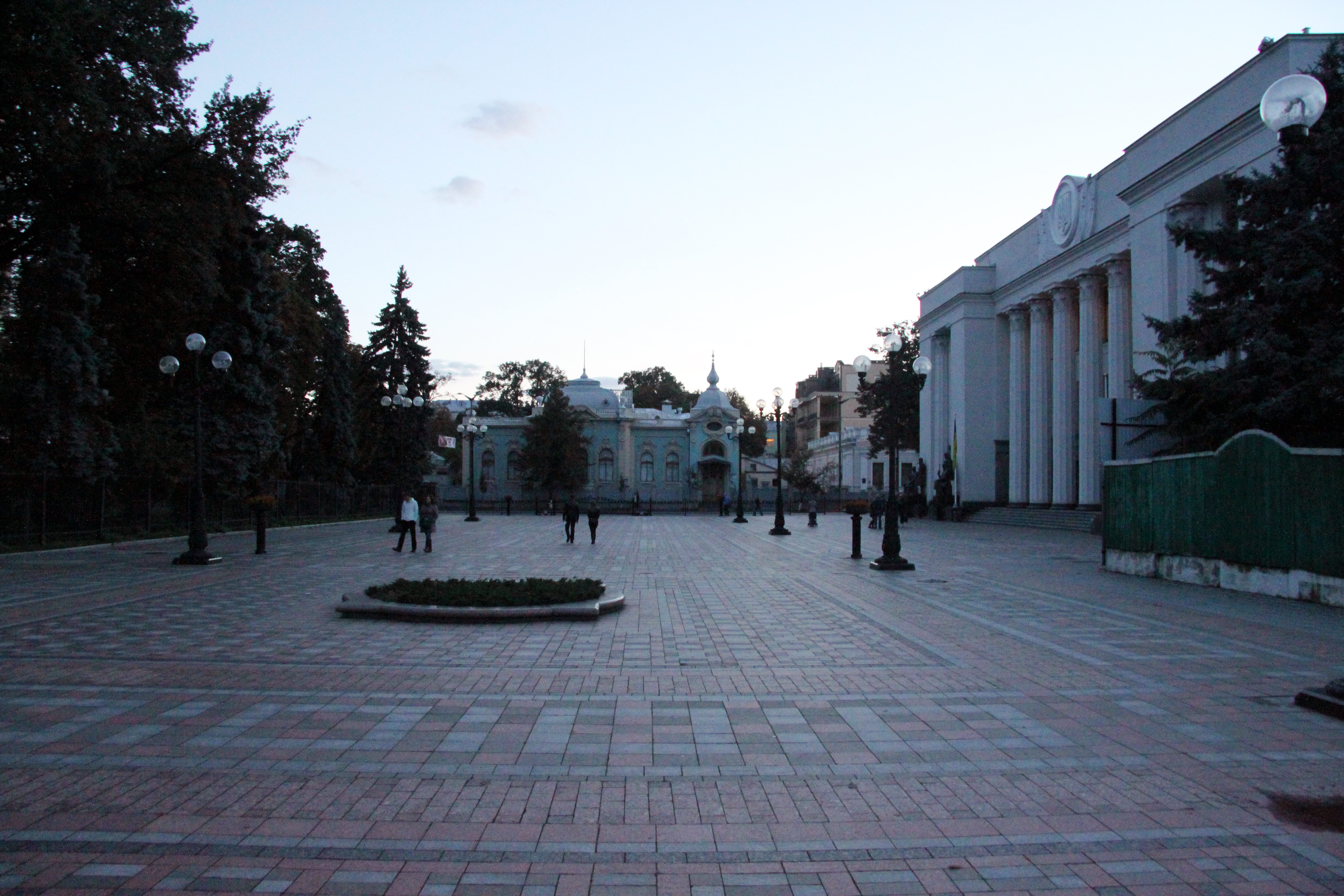
Point de vue 2
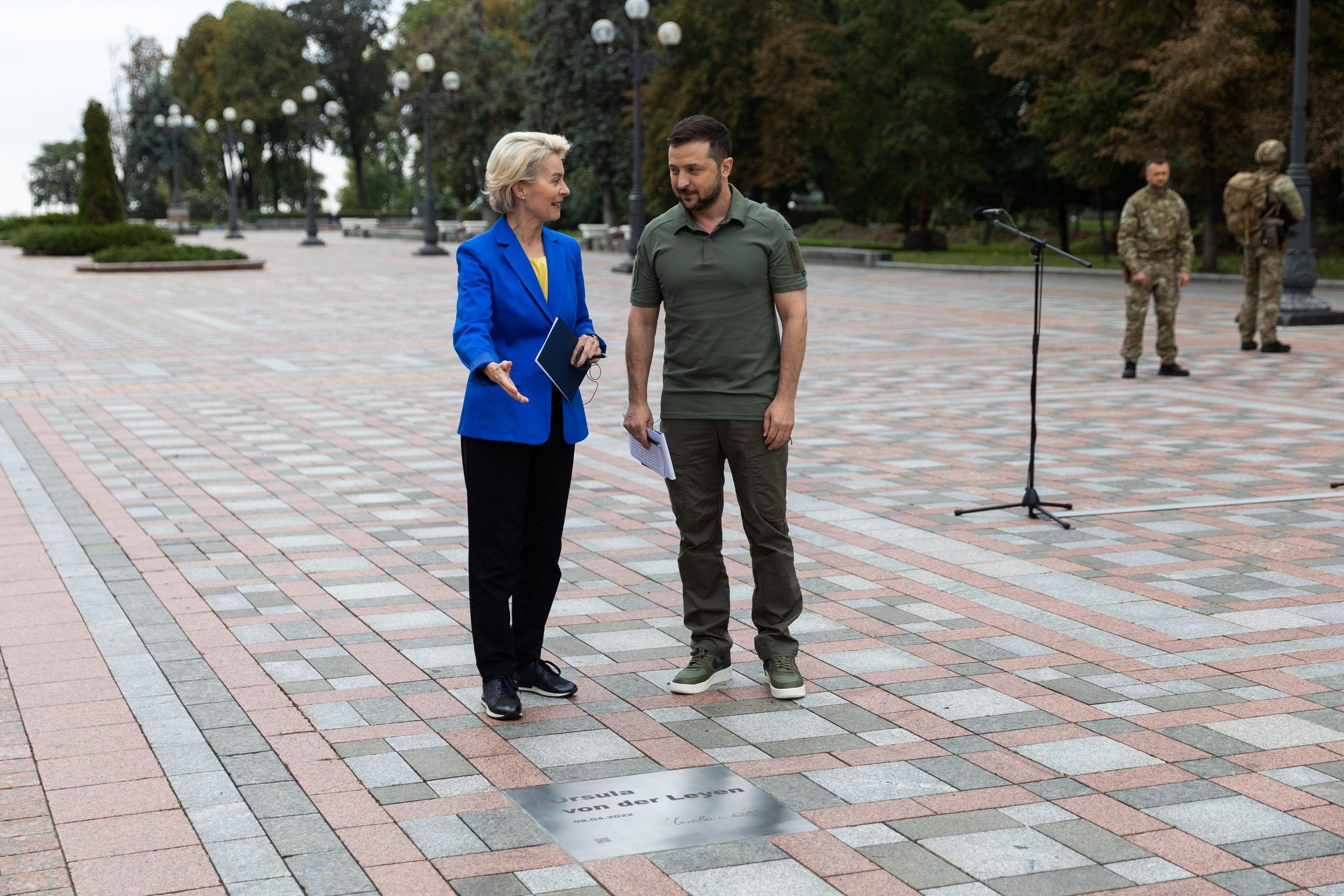
Ursula von der Leyen et Volodymyr Zelensky sur la Voie du Courage.